# Фінансовий облік
Фінансовий облік — це сукупність правил і процедур для відображення, обробки і подання інформації відповідно до вимог законодавчих актів та стандартів.
Фінансовий облік забезпечує облік активів і пасивів підприємства, оформлення, реєстрацію, безперервне і взаємопов'язане відображення господарських операцій на рахунках та облікових регістрах, складання фінансової звітності, збір і систематизацію інформації для зовнішніх і внутрішніх користувачів. Ведення фінансового обліку передбачає суворе дотримання законів, нормативних актів, положень, стандартів, інструкцій і принципів.

## В Україні

### Регулювання фінансового обліку
Регулювання фінансового обліку можна відобразити на чотирьох рівнях:
1. закони України, укази Президента України, постанови Кабінету Міністрів України, які регулюють питання ведення бухгалтерського обліку у всіх суб'єктів господарської діяльності;
2. нормативні документи Міністерства фінансів України, Державного комітету статистики України, Державного казначейства України, Державної податкової адміністрації, Національного банку України та інших органів управління. Ці документи реєструються в Міністерстві юстиції України і є обов'язковими для виконання, але вони не повинні суперечити документам першого рівня;
3. нормативні акти, інструкції, методичні рекомендації, вказівки, листи міністерств і відомств, що виконують переважно роль роз'яснень або деталізації суті нормативних документів вищих рівнів;
4. на підприємстві формують облікову політику, враховуючи вимоги вищих рівнів управління та конкретні умови діяльності.

Основними документами, які регламентують порядок ведення фінансового обліку в Україні, є:
1. Закон України «Про бухгалтерський облік та фінансову звітність в Україні» від 16 липня 1999 р. № 996-XIV;
2. Положення (стандарти) бухгалтерського обліку, затверджені Міністерством фінансів України;
3. План рахунків бухгалтерського обліку активів, капіталу, зобов'язань та господарських операцій підприємств і організацій та інструкція про його застосування, затверджені наказом Міністерства фінансів України від 30 листопада 1999 р. № 291.

### Порядок ведення фінансового обліку
Фінансовий облік на підприємстві ведеться безперервно з дня його реєстрації до ліквідації у встановленому порядку. Питання організації фінансового обліку на підприємстві належать до компетенції його власника (власників) або уповноваженого органу (посадової особи) відповідно до законодавства та установчих документів.
Відповідальність за організацію фінансового обліку та забезпечення фіксування фактів здійснення всіх господарських операцій у первинних документах, збереження оброблених первинних документів, регістрів і звітності протягом встановленого строку, але не менше трьох років, несе власник (власники) або уповноважений орган (посадова особа), який здійснює керівництво підприємством.
Підприємство самостійно обирає форму ведення та організації фінансового обліку, а саме:
1. введення до штату підприємства посади бухгалтера або створення бухгалтерської служби на чолі з головним бухгалтером (в міжнародній практиці — екаунтинг);
2. користування послугами спеціаліста з бухгалтерського обліку, зареєстрованого як підприємець, який здійснює підприємницьку діяльність без створення юридичної особи (в міжнародній практиці — консалтинг);
3. ведення на договірних засадах бухгалтерського обліку централізованою бухгалтерською або аудиторською фірмою (в міжнародній практиці — аутсорсинг);
4. самостійне ведення бухгалтерського обліку та складання звітності безпосередньо власником або керівником підприємства. Ця форма організації бухгалтерського обліку не може застосовуватися на підприємствах, звітність яких повинна оприлюднюватися.